# Obrazovna ustanova
Obrazovna ustanova, često i Odgojno-obrazovna ustanova, je javna ili privatna ustanova čija je glavna zadaća obrazovanje učenika, na određenoj starosnoj i umnoj razini, u određenom trajanju, određenom metodikom i pedagogijom, propisanim kurikulom s jasnim ishodima i ciljevima učenja. Najrašireniji oblik odgojno-obrazovne ustanove je škola.
Prema vlasništvu tj. upravljanju dijele se na javne (državne, područne, mjesne) i privatne.
Prema stupnju naobrazbe dijele se na:
- predškolske: dječji vrtić, mala škola,
- osnovnoškolske (primarne, temeljne): pučka škola, osnovna škola, osnovna glazbena škola, plesna škola
- srednjoškolske: gimnazija (klasična, jezična, opća, matematička), strukovna škola, srednja glazbena škola, konzervatorij, sjemenište, novicijat, konvikt
- visokoobrazovne: sastavnice sveučilišta, veleučilišta i visokih škola (fakulteti, sveučilišni odjeli, studiji, više škole, koledži), akademija (glazbena, likovna, dramska, baletna), vojno učilište (vojna škola), bogoslovija
- ustanove za obrazovanje odraslih (cjeloživotno obrazovanje): pučka otvorena učilišta (POU-i), dopisne škole, večernje škole
- specijalistički tečajevi: usavršavanja, seminari, obuke (pr. vojni rok), stručna osposobljavanja, likovne kolonije, ljetne/zimske škole, radionice

Također, obrazovnim ustanovama u širem smislu mogu se obuhvatiti i kulturne ustanove, znanstveno-istraživačka središta, znanstveni i  tehnološki parkovi, ali i istraživački odjeli („Odjeli za istraživanje i razvoj”) u tvrtkama (veće takve odjele u pravilu posjeduju korporacije).